# فرنسيس غيريرو
فرنسيس غيريرو (بالإسبانية: Francis Guerrero) (11 مارس 1996 في إسبانيا - ) هو لاعب كرة قدم إسباني في مركز الوسط. لعب مع ريال بيتيس.

## وصلات خارجية
- فرنسيس غيريرو على موقع الاتحاد الأوربي (الإنجليزية)
- فرنسيس غيريرو على موقع قاعدة بيانات كرة القدم.إي يو (الإنجليزية)
- فرنسيس غيريرو على موقع Soccerway.com (الإنجليزية)
- فرنسيس غيريرو على موقع عالم كرة القدم.نت (الإنجليزية)